# 鲍勃·理查兹
罗伯特·尤金·理查兹（英語：Robert Eugene Richards，1926年2月20日—2023年2月26日）是一名美國男子田徑運動員、牧師和政治人物。他在兩個項目中三次進入美國奧運代表隊：1948年、1952年和1956年夏季奧運會，擔任撐桿跳運動員，1956年擔任十項全能運動員。。他在1952年和1956年都贏得撐桿跳的金牌，成為奧運會歷史上唯二在該項目上兩次奪冠的男性，另外一位为阿曼德•杜普兰蒂斯，分别在2021年和2024年赢得撑杆跳项目的金牌。
在仍是一名活躍的運動員時，理查茲成為一名受戒牧師。1984年，他以人民黨的名義參加美國總統競選。